# سنترال بیوت
سنترال بیوت (به انگلیسی: Central Butte) یک منطقهٔ مسکونی در کانادا است که در ساسکاچوان واقع شده‌است. سنترال بیوت ۲٫۲۴ کیلومتر مربع مساحت و ۳۶۵ نفر جمعیت دارد.